# Марьевский сельский совет (Синельниковский район)
Марьевский сельский совет (укр. Мар'ївська сільська рада) — входит в состав
Синельниковского района
Днепропетровской области
Украины.
Административный центр сельского совета находится в 
с. Марьевка.

## Населённые пункты совета
- с. Марьевка
- с. Марьинка
- пос. Первомайское
- с. Раково
- пос. Хорошево
- пос. Шахтёрское